# A Última Investigação
A Última Investigação (The Late Show, no original em inglês) é um filme norte-americano de 1977, do gênero comédia de mistério, dirigido por Robert Benton e estrelado por Art Carney e Lily Tomlin.
O filme é inspirado nas tramas complexas dos romances de Raymond Chandler, ao tempo em que é também uma homenagem à obra desse escritor. Além disso, marca a estreia de Robert Benton na direção .

## Sinopse
Já na velhice de cheio de problemas de saúde, o ex-detetive particular Ira Wells tenta descobrir quem matou Harry Regan, seu ex-colega. No processo, ele se envolve com Margo Sterling, que é bem mais jovem que ele e lhe dá a confiança necessária para levar o caso a bom termo.

## Principais premiações
| Patrocinador                                            | Prêmio                     | Categoria                                       | Situação          |
| ------------------------------------------------------- | -------------------------- | ----------------------------------------------- | ----------------- |
| Academia de Artes e Ciências Cinematográficas           | Oscar                      | Melhor Roteiro Original                         | Indicado          |
| Associação de Correspondentes Estrangeiros de Hollywood | Golden Globe               | Melhor Atriz - Comédia ou Musical (Lily Tomlin) | Indicado          |
| British Academy of Film and Television Arts             | BAFTA                      | Melhor Atriz Estrangeira (Lily Tomlin)          | Indicado          |
| National Board of Review                                | NBR                        | Dez Melhores Filmes de 1977                     | Escolhido         |
| Festival de Berlim                                      | Urso de Ouro Urso de Prata | Melhor Filme Melhor Atriz (Lily Tomlin)         | Indicado Vencedor |
| Mystery Writers of America                              | Edgar                      | Melhor Filme                                    | Vencedor          |
| Sindicato dos Roteiristas Norte-Americanos              | WGA                        | Melhor Roteiro - Drama                          | Indicado          |

## Elenco
| Ator/Atriz     | Personagem      |
| -------------- | --------------- |
| Art Carney     | Ira Wells       |
| Lily Tomlin    | Margo Sterling  |
| Bill Macy      | Charlie Hatter  |
| Eugene Roche   | Ron Birdwell    |
| Joanna Cassidy | Laura Birdwell  |
| John Considine | Lamar           |
| Ruth Nelson    | Senhora Schmidt |
| John Davey     | Sargento Dayton |
| Howard Duff    | Harry Regan     |